# Seznam brazilskih skladateljev
Seznam brazilskih skladateljev.

## A
- Zequinha de Abreu
- Arnaldo Antunes
- Guilherme Arantes
- Joaquim Assis
- Waldir Azevedo

## B
- Adoniran Barbosa
- Jacob do Bandolim
- Ary Barroso (1903–1964)
- Jorge Benjor (Jorge Duílio Lima Memnzes) (* 1942)
- Carlinhos Brown
- Chico Buarque (* 1944)

## C
- Sergio de Camargo (1930–1990)
- Roberto Carlos
- Cartola (Angenor de Oliveira)
- Beth Carvalho

## D
- Djavan (...Caetano Viana) (* 1949)

## G
- Toninho Geraes
- Gilberto Gil (* 1942)
- João Gilberto (1931–2019)
- Carlos Gomes (1836–1896)
- Chiquinha Gonzaga (1847–1935)
- Luiz Gonzaga

## J
- Antonio Carlos Jobim (1927–1994)

## L
- Marina Lima
- Ivan Lins
- Heitor Villa Lobos (1887-1959)

## M
- Tim Maia
- Tania Maria
- André Matos
- Sérgio Mendes (1941-2024)
- Marisa Monte
- Vinicius de Moraes
- Jaques Morelenbaum

## N
- Milton Nascimento
- Ernesto Nazareh

## P
- Zeca Pagodinho
- Baden Powell (1937-2000)
- Pixinguinha (Alfredo da Rocha Viana) (1893-1973)

## R
- Renato Russo

## S
- Frank Solari

## T
- Renato Teixeira
- Toquinho

## V
- Caetano Veloso (* 1942)
- Heitor Villa-Lobos (1887-1959)